# Martin Emmrich
Martin Emmrich (ur. 17 grudnia 1984 w Magdeburgu) – niemiecki tenisista, reprezentant w Pucharze Davisa.

## Kariera tenisowa
Jako zawodowiec Emmrich startował w latach 2001–2015.
Sukcesy odnosił jako deblista wygrywając 3 turnieje rangi ATP World Tour. Ponadto 4 razy był finalistą imprez tej rangi.
We wrześniu 2013 roku reprezentował Niemcy w Pucharze Davisa, w barażach o utrzymanie w grupie światowej.
Najwyżej sklasyfikowany w rankingu deblistów był na 35. miejscu w sierpniu 2013 roku.

### Finały w turniejach ATP World Tour
| Legenda                                      |
| -------------------------------------------- |
| Wielki Szlem                                 |
| Igrzyska olimpijskie                         |
| Tennis Masters Cup / ATP Finals              |
| ATP Masters Series / ATP Tour Masters 1000   |
| ATP International Series Gold / ATP Tour 500 |
| ATP International Series / ATP Tour 250      |

#### Gra podwójna (3–4)
| Końcowy wynik | Nr | Data                 | Turniej          | Nawierzchnia  | Partner            | Przeciwnicy                     | Wynik finału   |
| ------------- | -- | -------------------- | ---------------- | ------------- | ------------------ | ------------------------------- | -------------- |
| Finalista     | 1. | 6 maja 2012          | Belgrad          | Ceglana       | Andreas Siljeström | Jonatan Erlich Andy Ram         | 6:4, 2:6, 6–10 |
| Zwycięzca     | 1. | 21 października 2012 | Wiedeń           | Twarda (hala) | Andre Begemann     | Julian Knowle Filip Polášek     | 6:4, 3:6, 10–4 |
| Finalista     | 2. | 6 stycznia 2013      | Ćennaj           | Twarda        | Andre Begemann     | Benoît Paire Stanislas Wawrinka | 2:6, 1:6       |
| Zwycięzca     | 2. | 25 maja 2013         | Düsseldorf       | Ceglana       | Andre Begemann     | Treat Huey Dominic Inglot       | 7:5, 6:2       |
| Finalista     | 3. | 22 czerwca 2013      | ’s-Hertogenbosch | Trawiasta     | Andre Begemann     | Maks Mirny Horia Tecău          | 3:6, 6:7(4)    |
| Zwycięzca     | 3. | 3 sierpnia 2013      | Kitzbühel        | Ceglana       | Christopher Kas    | František Čermák Lukáš Dlouhý   | 6:4, 6:3       |
| Finalista     | 4. | 24 maja 2014         | Düsseldorf       | Ceglana       | Christopher Kas    | Santiago González Scott Lipsky  | 5:7, 6:4, 3–10 |